# Contea di Peach
La contea di Peach (in inglese Peach County) è una contea dello Stato della Georgia, negli Stati Uniti. La popolazione al censimento del 2000 era di 23 668 abitanti. Il capoluogo di contea è Fort Valley.